# 日下部正冬
日下部 正冬（くさかべ まさふゆ）は、安土桃山時代から江戸時代前期にかけての武士。徳川秀忠旗下の小姓組番頭。

## 略歴
天正9年（1581年）、徳川家康旗本の日下部定好の子として誕生。
同時期の小姓組番頭は他に五名おり、それぞれ、水野忠元、井上正就、板倉重宗、成瀬正武、大久保教隆。徳川家臣団では、大久保忠隣側に属していたとされる。
慶長16年（1611年）、忠隣の嫡男・大久保忠常の葬儀の際に、森川正重らと何の届け出もなく弔問を行ったとして、榊原康勝預かりとなった。
寛永2年（1625年）、死去。享年45。